# Parigi-Roubaix 2017
La Parigi-Roubaix 2017, centoquindicesima edizione della corsa e valevole come quindicesima prova dell'UCI World Tour 2017, si è svolta il 9 aprile 2017 lungo un percorso di 257 km, da Compiègne a Roubaix, comprendente ben 29 tratti di pavé per una distanza totale pari a 55 km. La vittoria fu appannaggio del belga Greg Van Avermaet, il quale completò il percorso in 5h41'07", precedendo il ceco Zdeněk Štybar e il neerlandese Sebastian Langeveld.
Sul traguardo di Roubaix 102 ciclisti, su 199 partiti da Compiègne, portarono a termine la competizione.

## Percorso
Il percorso dell'edizione 2017 si è sviluppato su una lunghezza di 257 km ed è partito da Compiègne con arrivo a Roubaix. Sul percorso, interamente pianeggiante, si sono incontrati 55 km di pavé, suddivisi in 29 cosiddetti settori, ciascuno caratterizzato da differente lunghezza e difficoltà (cinque stelle per i tratti più difficoltosi).
Settori in pavé
| Settore Numero | Nome                                      | Chilometro | Lunghezza (m) | Categoria         |
| -------------- | ----------------------------------------- | ---------- | ------------- | ----------------- |
| 29             | Troisvilles > Inchy                       | 97         | 2200          | * · * · *         |
| 28             | Viesly > Quiévy                           | 103,5      | 1800          | * · * · *         |
| 27             | Quiévy > Saint-Python                     | 106        | 3700          | * · * · * · *     |
| 26             | Viesly > Briastre                         | 112,5      | 3000          | * · * · *         |
| 25             | Briastre > Solosmes                       | 116        | 800           | * · *             |
| 24             | Vertain > Saint-Martin-sur-Écaillon       | 124,5      | 2300          | * · * · *         |
| 23             | Verchain-Maugré > Quérénaing              | 134,5      | 1600          | * · * · *         |
| 22             | Quérénaing > Maing                        | 137,5      | 2500          | * · * · *         |
| 21             | Maing > Monchaux-sur-Écaillon             | 140,5      | 1600          | * · * · *         |
| 20             | Haveluy > Wallers                         | 153        | 2500          | * · * · * · *     |
| 19             | Foresta di Arenberg                       | 161,5      | 2400          | * · * · * · * · * |
| 18             | Wallers > Hélesmes                        | 168        | 1600          | * · * · *         |
| 17             | Hornaing > Wandignies-Hamage              | 174,5      | 3700          | * · * · * · *     |
| 16             | Warlaing > Brillon                        | 182        | 2400          | * · * · *         |
| 15             | Tilloy-lez-Marchiennes > Sars-et-Rosières | 185,5      | 2400          | * · * · * · *     |
| 14             | Beuvry-la-Forêt > Orchies                 | 192        | 1400          | * · * · *         |
| 13             | Orchies                                   | 197        | 1700          | * · * · *         |
| 12             | Auchy-lez-Orchies > Bersée                | 203        | 2700          | * · * · * · *     |
| 11             | Mons-en-Pévèle                            | 208,5      | 3000          | * · * · * · * · * |
| 10             | Mérignies > Avelin                        | 214,5      | 700           | * · *             |
| 9              | Pont-Thibaut > Ennevelin                  | 218        | 1400          | * · * · *         |
| 8              | Templeuve Le Moulin de Vertain            | 224        | 500           | * · *             |
| 7              | Cysoing > Bourghelles                     | 230,5      | 1300          | * · * · * · *     |
| 6              | Bourghelles > Wannehain                   | 233        | 1100          | * · * · *         |
| 5              | Camphin-en-Pévèle                         | 237,5      | 1800          | * · * · * · *     |
| 4              | Carrefour de l'Arbre                      | 240        | 2100          | * · * · * · * · * |
| 3              | Gruson                                    | 242,5      | 1100          | * · *             |
| 2              | Willems > Hem                             | 249        | 1400          | * · *             |
| 1              | Roubaix                                   | 256        | 300           | *                 |

## Squadre e corridori partecipanti
Prendono parte alla competizione 25 squadre: oltre alle 18 formazioni con licenza UCI World Tour, partecipanti di diritto, sono state invitate 7 squadre UCI Professional Continental, Roompot-Nederlandse Loterij, Cofidis, Delko-Marseille Provence-KTM, Direct Énergie, Fortuneo-Vital Concept, Topsport Vlaanderen-Baloise e Wanty-Groupe Gobert.
| N.      | Cod. | Squadra             |
| ------- | ---- | ------------------- |
| 1-8     | ORS  | Orica-Scott         |
| 11-18   | QST  | Quick-Step Floors   |
| 21-28   | SKY  | Team Sky            |
| 31-38   | CDT  | Cannondale-Drapac   |
| 41-48   | DDD  | Team Dimension Data |
| 51-58   | LTS  | Lotto-Soudal        |
| 61-68   | TFS  | Trek-Segafredo      |
| 71-78   | BOH  | Bora-Hansgrohe      |
| 81-88   | BMC  | BMC Racing Team     |
| 91-98   | TLJ  | Team Lotto NL-Jumbo |
| 101-108 | MOV  | Movistar Team       |
| 111-118 | FDJ  | FDJ                 |
| 121-128 | DEN  | Direct Énergie      |

| N.      | Cod. | Squadra                         |
| ------- | ---- | ------------------------------- |
| 131-138 | ALM  | AG2R La Mondiale                |
| 141-148 | SUN  | Team Sunweb                     |
| 151-158 | KAT  | Team Katusha-Alpecin            |
| 161-168 | COF  | Cofidis                         |
| 171-178 | SVB  | Sport Vlaanderen-Baloise        |
| 181-188 | AST  | Astana Pro Team                 |
| 191-198 | WGG  | Wanty-Groupe Gobert             |
| 201-208 | FVC  | Fortuneo-Vital Concept          |
| 211-218 | RNL  | Roompot-Nederlandse Loterij     |
| 221-228 | TBM  | Bahrain-Merida Pro Cycling Team |
| 231-238 | UAD  | UAE Team Emirates               |
| 241-248 | DMP  | Delko-Marseille Provence-KTM    |

## Ordine d'arrivo (Top 10)
| Pos. | Corridore           | Squadra    | Tempo    |
| ---- | ------------------- | ---------- | -------- |
| 1    | Greg Van Avermaet   | BMC        | 5h41'07" |
| 2    | Zdeněk Štybar       | Quick-Step | s.t.     |
| 3    | Sebastian Langeveld | Cannondale | s.t.     |
| 4    | Jasper Stuyven      | Trek       | s.t.     |
| 5    | Gianni Moscon       | Sky        | s.t.     |
| 6    | Arnaud Démare       | FDJ        | a 12"    |
| 7    | André Greipel       | Lotto      | s.t.     |
| 8    | Edward Theuns       | Trek       | s.t.     |
| 9    | Adrien Petit        | Direct     | s.t.     |
| 10   | John Degenkolb      | Trek       | s.t.     |